# Gerd Michael Henneberg
Gerd Michael Henneberg (* 14. Juli 1922 in Magdeburg; † 1. Januar 2011 in Berlin; eigentlich Gerhard Otto Henneberg) war ein deutscher Schauspieler, Theaterregisseur und -intendant.

## Leben
Gerd Michael Henneberg wurde als Sohn von Richard Henneberg (1897–1959), einem Schauspieler und Theaterregisseur, geboren. Sein Großvater väterlicherseits war der Sozialdemokrat Friedrich Henneberg (1872–1952), der nach 1945 Alterspräsident im ersten Magdeburger Stadtparlament war. Gerd Michael Henneberg stand 1937 nach privatem Schauspielunterricht bereits mit 16 Jahren in Leipzig auf der Theaterbühne. Nach Engagements in Aschaffenburg und am Deutschen Nationaltheater in Weimar (hier unter anderem 1948 in der Wiedereröffnungsinszenierung Faust I) übersiedelte er nach Berlin. Dort trat Henneberg als Schauspieler im Theater am Schiffbauerdamm und an der Volksbühne in Erscheinung. Ab Mitte der 1970er Jahre war er für mehrere Jahrzehnte festes Ensemblemitglied am Berliner Maxim-Gorki-Theater. Dort war er unter anderem in über 400 Vorstellungen von Einer flog über das Kuckucksnest in der Inszenierung von Rolf Winkelgrund als Anstaltspatient Scanlon sowie in Tony Kushners Politsatire Slawen! (1995) zu sehen. Eine seiner letzten Theaterrollen war die des Faktotums Shunderson in Curt Goetz’ Komödie Dr. med. Hiob Prätorius mit Horst Schulze in der Titelrolle in der Inszenierung von Martin Wölffer an der Komödie Dresden (1997). Am 5. Oktober 1960, erhielt Henneberg den Preis für künstlerisches Volksschaffen I. Klasse.
Als Theaterintendant wirkte Henneberg in den 1960er Jahren zunächst am Friedrich-Wolf-Theater in Neustrelitz, wo er unter anderem mit Erfolg das Musical My Fair Lady mit Doris Abeßer in der Titelrolle inszenierte. Nach dem Tod von Heinrich Allmeroth wechselte er im Februar 1962 als Generalintendant ans Staatstheater Dresden. Nachdem Inszenierungen verschiedener zeitgenössischer Stoffe von der SED-Presse stark kritisiert worden waren, musste er sich im Oktober 1965 öffentlich rechtfertigen und zugeben, dass das Schauspielhaus „keinen entscheidenden Beitrag zur Entwicklung der sozialistischen Dramatik geleistet habe“, kein sozialistischer Autor mit dem Ensemble verbunden sei und Dresden gegenüber anderen DDR-Bühnen an „Boden und Substanz“ verloren habe. Im Februar 1966 wurde Henneberg durch den Chemnitzer Generalintendanten Hans Dieter Mäde ersetzt, woraufhin er als Intendant nach Neustrelitz (1966–1968) zurückkehrte und den zwischenzeitlich eingesetzten Julius Theurer ablöste.
Parallel zu seiner Theaterarbeit wirkte Henneberg ab Mitte der 1950er Jahre in über 60 Film- und Fernsehproduktionen mit. Eine seiner wenigen DEFA-Hauptrollen war 1958 die des Würzburger Fürstbischofs Konrad II. von Thüngen in der Künstlerbiografie Tilman Riemenschneider von Helmut Spieß. Zu seinen zahlreichen Nebenrollen zählen seine Darstellung des Generalfeldmarschalls Wilhelm Keitel in Juri Oserows und Julius Kuns über achtstündigem Kriegsepos Befreiung (1969) wie auch Auftritte in Ulrich Weiß’ Spielfilm Dein unbekannter Bruder (1982) und in der Krimireihe Polizeiruf 110.
Gerd Michael Henneberg war mehrfach verheiratet. Eines seiner Kinder (aus der Ehe mit der Schauspielerin und Fernsehansagerin Maria Kühne) ist der Fernsehjournalist Hellmuth Henneberg (* 1958). Anfang 2011 verstarb Gerd Michael Henneberg nach langer, schwerer Krankheit im Alter von 88 Jahren.

## Theaterstücke (Auswahl)
- 1958: Die Kleinbürger (Theater Stralsund; Regie)
- 1958: Heiner Müller/Inge Müller: Der Lohndrücker (Faschist) – Regie: Hans Dieter Mäde (Maxim-Gorki-Theater Berlin)
- 1959: Maxim Gorki: Feinde (Kontorist Pologij) – Regie: Hans Dieter Mäde (Maxim-Gorki-Theater Berlin)
- 1959: Walentin Katajew: Zeit voraus (Literat) – Regie: Horst Schönemann (Maxim-Gorki-Theater  Berlin)
- 1960: Kein Hüsung (Freilichtaufführung in Puchow; Regie)
- 1967: Erwin Strittmatter: Die Holländerbraut (Friedrich-Wolf-Theater Neustrelitz); Regie
- 1983: Molière: Die gelehrten Frauen (Notarius) – Regie: Karl Gassauer (Maxim-Gorki-Theater Berlin)
- 1991: Komiker (Maxim-Gorki-Theater Berlin; Schauspieler)
- 1992: Ghetto (Maxim-Gorki-Theater Berlin; Schauspieler)
- 1993: Ein Volksfeind (Maxim-Gorki-Theater Berlin; Schauspieler)
- 1994: Aus einem anderen Leben. Eine Ermittlung (Maxim-Gorki-Theater Berlin; Schauspieler)
- 1995: Slawen! (Maxim-Gorki-Theater Berlin; Schauspieler)
- 1996: Dr. med. Hiob Prätorius (Komödie Dresden / Staatstheater Dresden; Schauspieler)
- 1999: Schade, daß sie ein Hure ist (Maxim-Gorki-Theater Berlin, Schauspieler)

## Filmografie (Auswahl)
- 1954: Hexen
- 1955: Robert Mayer – Der Arzt aus Heilbronn
- 1956: Heimliche Ehen
- 1956: Thomas Müntzer – Ein Film deutscher Geschichte
- 1956: Das tapfere Schneiderlein
- 1956: Die Millionen der Yvette
- 1956: Zwischenfall in Benderath
- 1957: Die Schönste
- 1957: Die Hexen von Salem
- 1957: Lissy
- 1957: Berlin – Ecke Schönhauser…
- 1957: Spielbank-Affäre
- 1957: Der Fackelträger
- 1958: Messeabenteuer 1999 (Fernsehspiel)
- 1958: Tilman Riemenschneider
- 1959: Im Sonderauftrag
- 1959: Das Stacheltier: Krawatzke zur Kur (Kurzfilm)
- 1959: Ware für Katalonien
- 1961: Eine Handvoll Noten
- 1963: Nebel
- 1966: Irrlicht und Feuer (Fernsehfilm, Zweiteiler)
- 1967: Die gefrorenen Blitze
- 1968: Treffpunkt Genf (Fernsehfilm)
- 1968: Wege übers Land (Fernsehmehrteiler)
- 1969: Die Dame aus Genua (Fernsehfilm)
- 1969: Das siebente Jahr
- 1969: Befreiung (Oswoboschdenije)
- 1969: Kein schöner Amt in diesem Land (Fernsehfilm)
- 1969: Hans Beimler, Kamerad (Fernsehmehrteiler)
- 1969: Verdacht auf einen Toten
- 1970: Botschafter morden nicht (Fernsehdreiteiler)
- 1970: Jeder stirbt für sich allein (Fernsehfilm, 3 Teile)
- 1971: Tod in der Kurve (Fernsehfilm)
- 1972: Trotz alledem!
- 1972: Schwarzer Zwieback
- 1972: Leichensache Zernik
- 1972: Die Bilder des Zeugen Schattmann (TV-Vierteiler)
- 1972: Amboß oder Hammer sein
- 1972: Polizeiruf 110: Minuten zu spät (Fernsehreihe)
- 1972: Das Geheimnis der Anden (Fernsehmehrteiler)
- 1973: Das Licht der Schwarzen Kerze (Fernsehfilm)
- 1973: Polizeiruf 110: Freitag gegen Mitternacht (Fernsehreihe)
- 1974: Das Geheimnis des Ödipus (Fernsehfilm)
- 1974: Die Frauen der Wardins (Fernseh-Dreiteiler)
- 1974: Visa für Ocantros
- 1975: Im Schlaraffenland (Fernsehfilm)
- 1976: Keine Hochzeit ohne Ernst (Fernsehfilm)
- 1977: Ehe man Ehefrau bleibt (Fernsehfilm)
- 1978: Fleur Lafontaine
- 1979: Für Mord kein Beweis
- 1980: Archiv des Todes (Fernsehserie)
- 1980: Adel im Untergang (Fernsehfilm)
- 1980: Ja, so ein Mann bin ich! (Fernsehfilm)
- 1980: Unser Mann ist König (Fernsehmehrteiler)
- 1981: Bürgschaft für ein Jahr
- 1982: Alexander der Kleine
- 1982: Der Lumpenmann (Fernsehfilm)
- 1982: Dein unbekannter Bruder
- 1982: Melanie van der Straaten (Fernsehfilm)
- 1983: Abends im Kelch (Fernsehfilm)
- 1983: Die Schüsse der Arche Noah
- 1984: Front ohne Gnade (Fernsehserie)
- 1984: Bärchen sucht den Weihnachtsmann (Fernsehfilm)
- 1985: Hälfte des Lebens
- 1985: Sachsens Glanz und Preußens Gloria: Brühl (Fernsehfilm)
- 1986: Der Verrückte vom Pleicher-Ring (Fernsehspiel)
- 1987: Sachsens Glanz und Preußens Gloria – Aus dem siebenjährigen Krieg (Fernsehfilm)
- 1987: Bebel und Bismarck (Fernsehfilm)
- 1987: Die Alleinseglerin
- 1988: Ich liebe dich – April! April!
- 1989: Die gläserne Fackel (Fernsehmehrteiler)
- 1989: Grüne Hochzeit
- 1990: Polizeiruf 110: Falscher Jasmin (Fernsehreihe)
- 1991: Farßmann oder Zu Fuß in die Sackgasse

## Hörspiele
- 1955: Anna Seghers: Das siebte Kreuz – Regie:Hedda Zinner (Rundfunk der DDR)
- 1957: Fritz Gay: Sein letztes Gespräch (Theo) – Regie: Peter Brang (Rundfunk der DDR)
- 1960: Richard Groß: Bankrott (Dr. Münz) – Regie: Edgar Kaufmann (Hörspiel – Rundfunk der DDR)
- 1960: Rolf Schneider: Der dritte Kreuzzug oder Die wundersame Geschichte des Ritters Kunifried von Raupenbiel und seine Aventiuren (Priester) – Regie: Wolfgang Brunecker (Hörspiel – Rundfunk der DDR)
- 1969: Fritz Selbmann: Ein weiter Weg (Klink) – Regie: Fritz-Ernst Fechner (Hörspiel (8 Teile) – Rundfunk der DDR)
- 1969: Wolfgang Graetz/Joachim Seyppel: Was ist ein Weihbischof? Oder Antworten zur Akte Defregger – Regie: Edgar Kaufmann (Hörspiel – Rundfunk der DDR)
- 1970: Hans Pfeiffer: Identifizierung eines unbekannten Toten – Regie: Horst Liepach (Hörspiel – Rundfunk der DDR)
- 1974: Augusto Boal: Torquemada – Regie: Peter Groeger (Hörspiel – Rundfunk der DDR)
- 1975: Erik Knudsen: Not kennt kein Gebot oder Der Wille Opfer zu bringen (Pedersen) – Regie: Peter Groeger (Hörspiel – Rundfunk der DDR)
- 1975: Prosper Merimée: Die Jacquerie – Regie: Albrecht Surkau (Hörspiel – Rundfunk der DDR)
- 1976: Rudolf Braune: Das Mädchen an der Orga Privat (von Lortzing) – Regie: Barbara Plensat (Rundfunk der DDR)
- 1978: Erika Runge: Die Verwandlungen einer fleißigen, immer zuverlässigen und letztlich unauffälligen Chefsekretärin – Regie: Peter Groeger (Hörspiel – Rundfunk der DDR)
- 1981: Edwin Hoernle: Vom König, der die Sonne vertreiben wollte – Regie: Maritta Hübner (Kinderhörspiel – Rundfunk der DDR)
- 1983: August Strindberg: Ein Traumspiel – Regie: Peter Groeger (Märchen für Erwachsene – Rundfunk der DDR)
- 1984: Oscar Wilde: Der Fischer und seine Seele – Regie: Barbara Plensat (Hörspiel – Rundfunk der DDR)
- 1994: Horst Bosetzky: Volles Risiko – Regie: Albrecht Surkau (Kriminalhörspiel – DLR)

## Auszeichnungen
- 1960: Preis für künstlerisches Volksschaffen I. Klasse
- 1987: Vaterländischer Verdienstorden in Bronze